# Plerguer
Plerguer è un comune francese di 2 826 abitanti situato nel dipartimento dell'Ille-et-Vilaine nella regione della Bretagna.

## Storia

### Simboli
È utilizzato dal Comune anche uno stemma informale d'oro, al cavallo spaventato, accompagnato da un mazzetto di tre ciliegie fogliate di due pezzi nel cantone sinistro del capo, e da un mazzetto di tre figlie di patata nella punta destra, il tutto al naturale; al capo di armellino.

## Società

### Evoluzione demografica
Abitanti censiti